# Pell Lake
Pell Lake é uma Região censo-designada localizada no estado norte-americano de Wisconsin, no Condado de Walworth.

## Demografia
Segundo o censo norte-americano de 2000, a sua população era de 2988 habitantes.

## Geografia
De acordo com o United States Census Bureau tem uma área de
10,6 km², dos quais 10,2 km² cobertos por terra e 0,4 km² cobertos por água.

## Localidades na vizinhança
O diagrama seguinte representa as localidades num raio de 12 km ao redor de Pell Lake.